# Kay Huste

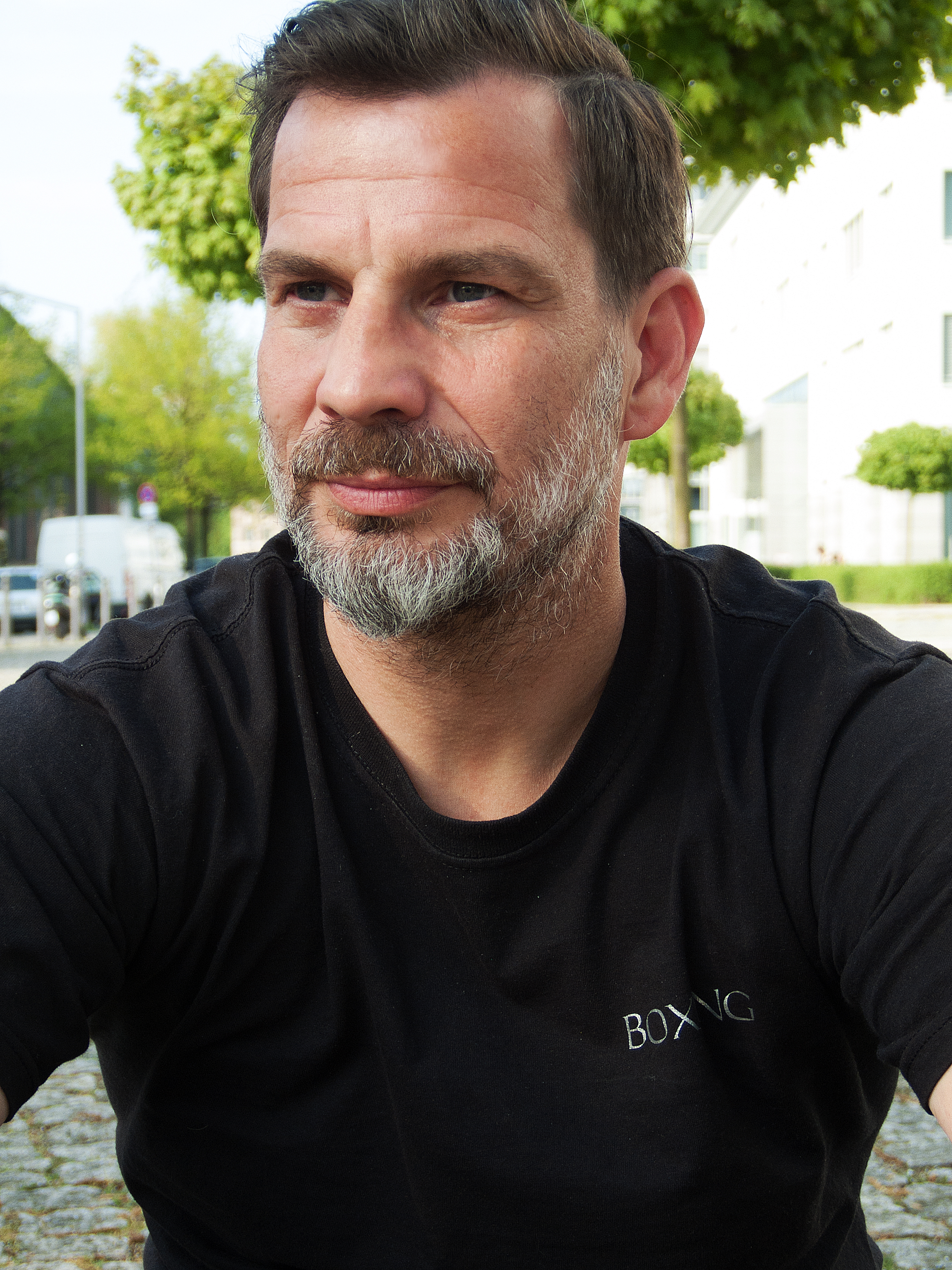
Kay Huste, Berlin 2017

Kay Huste (* 8. November 1974 in Berlin) ist ein ehemaliger deutscher Boxer im Leichtgewicht. Er wurde 1998 Europameister in Minsk sowie Militärweltmeister in Warendorf und nahm 2000 an den Olympischen Spielen in Sydney teil. Er ist der jüngere Bruder des Boxers Falk Huste. Er ist aktuell der Trainer von WIBF-Weltmeisterin und EBU-Europameisterin Nina Meinke.

## Werdegang
Kay Huste war während seiner Wettkampfkarriere rund 1,76 m groß und trainierte vorwiegend in Berlin bei Uli Wegner, ab 1996 in Frankfurt (Oder) bei Karl-Heinz Krüger. Er bestritt 215 Kämpfe. Er war sechsfacher Berliner Meister und gewann mehrere internationale Turniere. 1992 gewann er bei den Junioren-Europameisterschaften in Edinburgh eine Bronzemedaille im Federgewicht. Dabei war er im Halbfinale gegen Michail Silantew aus der GUS disqualifiziert worden.
1996 gewann er Bronze bei den Military World Games in Rom.
1997 gewann er Silber beim Muhammad Ali Cup in Louisville. Dabei besiegte er den zweifachen US-Meister Jacob Hudson und den Algerier Mohamed Allalou, ehe er im Finale gegen Assan Seksenbajew aus Kasachstan knapp mit 9:10 ausschied. Bei den Weltmeisterschaften 1997 in Budapest unterlag er im Viertelfinale gegen Alexander Maletin und erreichte Platz 5.
Im Mai 1998 gewann er bei den Europameisterschaften in Minsk die Goldmedaille im Leichtgewicht. Er setzte sich dabei durch Punktesiege gegen Alessandro Aloschi aus Italien, Gheorghe Lungu aus Rumänien, Tigran Ouslian aus Griechenland und Koba Gogoladse aus Georgien durch. Vier Monate später gewann er im Leichtgewicht die Militärweltmeisterschaften in Warendorf.
1999 wurde er mit knapper 13:15-Niederlage gegen Norman Schuster Deutscher Vizemeister im Leichtgewicht. Im selben Jahr unterlag er im Finale beim Chemiepokal gegen Norman Schuster knapp mit 7:8.
Bei den Military World Games 1999 in Zagreb schied er im Finale umstritten gegen den Kroaten Filip Palić nach Punkten aus und wurde somit Zweiter im Leichtgewicht.
Durch seinen Sieg beim Chemiepokal 1999, bei dem er sich überragend gegen Paata Gwasalia aus Georgien, Willy Blain aus Frankreich, Aidin Gasanow aus Russland und Lukáš Konečný aus Tschechien durchsetzen konnte, festigte er seine Olympiateilnahme im Jahr 2000. Bei den Sommerspielen in Sydney konnte er den Argentinier Victor Castro auspunkten, scheiterte jedoch im anschließenden Achtelfinale umstritten nach Punkten gegen den Italiener Sven Paris.
Nach seiner aktiven Karriere arbeitet Kay Huste als Trainer beim Berliner TSC und Teamsouthpaw. Er trainierte als Amateur-Trainer u. a. Zeina Nassar sowie Andranik Voskanian und führte beide 2018 und 2019 zu Deutschen Meisterschaftstiteln. Als Profi-Trainer trainiert Kay Huste zurzeit u. a. die amtierende Europameisterin und WIBF-Weltmeisterin Nina Meinke. Dazu ist Kay Huste als Personal-Trainer aktiv und arbeitet vorwiegend mit Schauspielern wie u. a. Ludwig Trepte.

## Erfolge
- 1992 EM Junioren Edinburgh (3. Platz)

- 1995 Militär Weltspiele (3. Platz)

- 1997 WM Elite (5. Platz)

- 1998 EM Elite (1. Platz)

- 1998 Militär WM (1. Platz)

- 1999 Militär Weltspiele (2. Platz)

- 1999 Chemie Pokal (2. Platz)

- 2000 Chemie Pokal (1. Platz)

- 2000 Olympische Spiele (8. Platz)